# فریار امینی‌پور
فریار امینی‌پور (۸ فروردین ۱۳۷۹ – ۲۰ دی ۱۴۰۲) عضو سابق تیم ملی موی تای ایران، لژیونر کمپ تایگر و مبارز دسته خروس وزن سازمان وان چمپیونشیپ بود که به‌عنوان رزمی کار رشته موی تای نیز شناخته می‌شد.

## زندگی
فریار امینی پور در شهر سقز به دنیا آمد. حضور ملی پوشان موی تای در این شهر موجب علاقمندی و ورود این ورزشکار به دنیای ورزش‌های رزمی موی تای شد. او در سال ۱۳۹۸ عضو تیم ملی ایران شد. اما بعدها در سازمان وان چمپیونشیب عضو شد. او در ۲۰ دی ۱۴۰۲ بر اثر تصادف در پوکت کشور تایلند درگذشت.

## افتخارات
امینی پور که عضو تیم ملی بود و پس از عضویت در سازمان وان چمپیونشیپ در یک‌ قدمی قرارداد ۱۰۰ هزار دلاری در این سازمان بود، چهار برد و یک شکست در کارنامه داشت و آخرین مبارزه‌اش را یکم دی ۱۴۰۲ در ورزشگاه لومپینی بانکوک برگزار کرد. او که یکی از موفق‌ترین لژیونرهای ایرانی در شرق آسیا بود با غلبه بر حریفان قدرتمندی از جمله «هیروکی سوزوکی»، «فراری فرتکس»، «رامبولک» و «پونگسوری» نامش را برای همیشه در تاریخ این ورزش ثبت کرد.